# Embalse de Santa Maria de Aguiar
El embalse de Santa Maria de Aguiar es una infraestructura hidroeléctrica portuguesa situada en el municipio de Figueira de Castelo Rodrigo, distrito de Guarda, alimentada por el río Aguiar. Fue terminada en 1981, con una altura de 20 m y una longitud de coronación de 624 metros.
Su embalse tiene una superficie de unas 110 hectáreas y una capacidad total de 5400 dam³ y útil de 5120 dam³.
Forma parte del parque natural del Duero Internacional.